# Myrmegryllus dipterus
Myrmegryllus dipterus är en insektsart som beskrevs av Fiebrig 1907. Myrmegryllus dipterus ingår i släktet Myrmegryllus och familjen syrsor. Inga underarter finns listade i Catalogue of Life.